# Engyodontium geniculatum
Engyodontium geniculatum är en svampart som beskrevs av H.C. Evans & Samson 1984. Engyodontium geniculatum ingår i släktet Engyodontium och familjen Cordycipitaceae.   Inga underarter finns listade i Catalogue of Life.